# 皮济约 (孚日省)
皮济约（法語：Puzieux，法語：[pyzjø] ⓘ）是法国大東部大區孚日省的一个市镇，属于讷沙托区。

## 地理
皮济约（48°19'58"N, 6°5'51"E）面积5.42 平方千米，位于法国大東部大區孚日省，该省份为法国东北部内陆省份，北起默兹省和默尔特-摩泽尔省，西接上马恩省，南至上索恩省和贝尔福地区省，东临上莱茵省和下莱茵省。
与皮济约接壤的市镇（或旧市镇、城区）包括：昂巴库尔、栋瓦利耶、大弗勒内勒、小弗勒内勒、瑞万库尔、普赛、拉姆库尔。

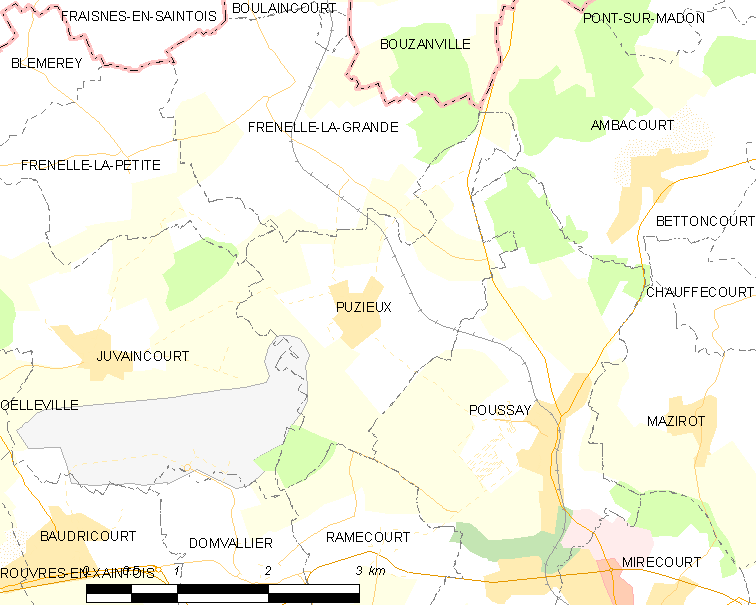
的OSM定位图

皮济约的时区为UTC+01:00、UTC+02:00（夏令时）。

## 行政
皮济约的邮政编码为88500，INSEE市镇编码为88364。

## 政治
皮济约所属的省级选区为米尔库尔县。

## 人口

1962-2008年间人口变化图示

皮济约于2022年1月1日时的人口数量为145人。